# Hylaeothemis fruhstorferi
Hylaeothemis fruhstorferi är en trollsländeart som först beskrevs av Karsch 1889.  Hylaeothemis fruhstorferi ingår i släktet Hylaeothemis och familjen segeltrollsländor. IUCN kategoriserar arten globalt som starkt hotad. Inga underarter finns listade i Catalogue of Life.